# Marcial Rubio Correa
Marcial Antonio Rubio Correa (Lima, 28 de septiembre de 1948) es un abogado, jurista y catedrático peruano. Se desempeñó hasta el 11 de diciembre del 2018 como rector de la Pontificia Universidad Católica del Perú. Fue ministro de Educación durante el gobierno de transición de Valentín Paniagua y regidor de la Municipalidad de Lima en 1981.

## Biografía
Hijo del General EP Marcial Antonio Rubio Escudero y de Raquel Correa Pérez.
Cursó la educación primaria y secundaria en el Colegio de la Inmaculada (regentado por la orden jesuita) de Lima.
Ingresó a la Pontificia Universidad Católica del Perú, en la cual estudió Derecho y obtuvo el título de abogado. Asimismo, obtuvo el magíster en Derecho Civil (1989) y el doctorado en Derecho Constitucional (1997) en la misma institución.
Es miembro del Colegio de Abogados de Lima, del Instituto Iberoamericano de Derecho Constitucional y miembro de número de la Academia Peruana de Derecho.

## Vida universitaria
Ha sido subdirector y, del 1989 a 1993, presidente del Centro de Estudios y Promoción del Desarrollo (DESCO), así como director de la Revista Quehacer, editada por DESCO. A la par, Rubio ha ejercido como docente en la Pontificia Universidad Católica del Perú, donde llegó a ser profesor principal del Departamento Académico de Derecho. Luego, fue jefe de dicho departamento académico. 
En 2004, fue elegido vicerrector administrativo de la Pontificia Universidad Católica del Perú, donde también ejerció como vicerrector académico. Finalmente, el 6 de julio de 2009, fue nombrado rector de la Pontificia Universidad Católica del Perú. Fue reelegido por la Asamblea Universitaria para un segundo período, compitiendo con el ingeniero Eduardo Ismodes, el 4 de julio de 2014.
El 11 de diciembre del 2018, renunció a su cargo tras la aparición de denuncias por cobros ilegales en su periodo de rectorado y una serie de protestas por parte de los estudiantes. Rubio presentó su carta de renuncia al cargo días después de haber reconocido que la Universidad Católica, bajo su administración, incumplió la ley con el cobro de moras a estudiantes retrasados en los pagos.

## Incursión en la política
En los años 1980, fue elegido regidor de la Municipalidad de Lima por Izquierda Unida, donde además ocupó la presidencia de la Comisión de Cultura e integró la Comisión de Asuntos Económicos de tal municipio.
El 25 de noviembre del año 2000, fue nombrado como ministro de Educación durante el gobierno transitorio de Valentín Paniagua.

## Publicaciones
- La interpretación de la Constitución según el Tribunal Constitucional
- Para Conocer la Constitución de 1993
- El Sistema Jurídico. Introducción al Derecho
- La Constitucionalización de los derechos en el Perú en el sigo XIX
- El Título Preliminar del Código Civil
- Estudio de la Constitución Política del Perú de 2003. Lima: PUCP, 6 tomos, disponibles
- El problema de la corrupción en línea

## Reconocimientos
- Doctor honoris causa de la Universidad César Vallejo.
- Doctor honoris causa de la Universidad Nacional de San Agustín de Arequipa.
- Profesor Honorario de la Universidad Católica Santa María de Arequipa.
- Profesor Honorario de la Universidad Nacional de San Agustín de Arequipa.
- Profesor Honorario de la Universidad Nacional de Piura.
- Profesor Honorario de la Universidad Nacional San Antonio Abad del Cusco.
- Profesor Honorario de la Universidad Inca Garcilaso de la Vega.